# Barh Sara
Le Barh Sara est un des 3 départements composant la région du Mandoul au Tchad. Son chef-lieu est Moïssala.

## Subdivisions
Le département du Barh Sara est divisé en 5 sous-préfectures :
- Moïssala
- Beboro
- Bekourou
- Bouna
- Dembo

## Administration
Préfets du Barh Sara (depuis 2002)
- 9 octobre 2008 : Sadou Bakary[1]